# Sedlovna
Sedlovna je místnost (část místnosti) sloužící k ukládání potřeb pro jezdecké koně. Místnost musí být suchá, aby se zde nemnožily plísně, s teplotou nad nulou, aby nezmrzly a následně nepraskaly kožené předměty.
Jezdec, majitel či osoba, která se o koně stará, sem ukládá jezdecké sedlo (na věšák, který je tvořen tyčí upevněnou kolmo ke stěně), uzdečku, lonž, vodítko, pomůcky k čištění koně, výjimečně krmivo (které přitahuje hlodavce) atd.

## Související článek
- Jezdecký areál
- kůň